# 123a Brigada Mixta (Exèrcit Popular de la República)
La 123a Brigada Mixta va ser una unitat de l'Exèrcit Popular de la República creada durant la Guerra Civil Espanyola. Pertanyia a la 27a Divisió i al llarg de la contesa va operar als fronts d'Aragó, Batalla de Terol, Segre, batalla de l'Ebre i a l'ofensiva de Catalunya, tenint un paper rellevant dins d'aquesta.

## Historial
La unitat va ser creada el maig de 1937 a partir del 2n regiment de la Divisió «Carles Marx» (anterior Columna Trueba-Del Barrio i posteriorment Columna Carles Marx, formada principalment per homes de la UGT i del PSUC) que després de la militarització es va convertir en la 27a Divisió de l'Exèrcit Popular de la República; Aquesta estaria composta per la 122a, 123a i 124a Brigades Mixtes, i va quedar enquadrada dins del XI Cos d'Exèrcit. La prefectura de la 123a BM va recaure en el comandant d'infanteria Enrique Oubiña Fernández-Cid, mentre que la prefectura d'Estat Major va recaure en el capità d'infanteria Silverio Gallego Salvador. L'italià Francesco Scotti va ser nomenat comissari de la unitat. En aquest sentit, es dona el fet que en el si de la 123a BM existia una alta proporció d'estrangers allistats, molts d'ells antics membres de la non nata Olimpíada Popular de Barcelona. Els Batallons de la 123a Brigada Mixta van passar a enumerar-se com el 489, 490, 491 i 492, amb cinc companyies cadascun. A cada Brigada Mixta s'hi agregaven a més a més, unitats d'artilleria i de cavalleria.

### Front d'Aragó
Poc després de la seva creació, la brigada va participar en l'ofensiva d'Osca. Aquesta ofensiva (duta a terme entre el 12 i el 19 de juny de 1937) es va dur a terme com un atac de distracció per mirar d'alleugerir la pressió de les tropes franquistes sobre el País Basc, a Biscaia, concretament a la ciutat de Bilbao, que estava a punt de caure. El ministre de Defensa de la República d'aquell moment, Indalecio Prieto, va aprovar-ne el pla i per executar-lo se li encarrega al cap de l'Exèrcit de l'Est, el general Sebastián Pozas Perea. Alhora, aquest recau en el tinent coronel en cap d'Estat Major de l'Exèrcit de l'Est Vicenç Guarner Vivancos. Tot i que dins de les Brigades Mixtes de la 27a Divisió, la 122a i la 124a patirien bombardejos i atacs d'artilleria en algun moment de l'ofensiva així com alguna actuació bèl·lica, seria la 123a Brigada Mixta la que amb els seus batallons d'infanteria tindria la participació més destacada en aquesta i per tant, la que sofriria més baixes.
La 123 Brigada Mixta tenia la ordre d'atacar el Carrascal d'Alerre, situat a l'est de Banaries, i l'objectiu era el de prendre les posicions enemigues del bosc de Banaries. A les 5.52 del dia 15 de juny va començar l'atac. El dispositiu de les forces era: la 1ª i 2ª Companyies del 489 Batalló per l'angle esquerra del bosc, deixant a la 3ª Companyia com a escalafó de reserva. A continuació, al centre del bosc, la 1ª, 2ª i 3ª Companyies del 492 Batalló, amb la 4ª Companyia en reserva. I finalment, al vèrtex del bosc i l'Estació d'Alerre, el 491 Batalló, amb el mateix objectiu. El 490 Batalló es va quedar a Banaries com a reserva general de la Columna. El combat va ser sagnant i el Batalló 489 i el 491 es van haver de replegar. El 492 Batalló va continuar avançant sota un foc terrible fins que va aconseguir ocupar les trinxeres enemigues en diferents cops de mà, situació que li va comportar unes 200 baixes. Durant la resta del dia, els batallons 489 i 491 reinicien de nou l'atac i ataquen diverses vegades més, i aconsegueixen arribar fins a 200 metres de les trinxeres enemigues. Gairebé escombrades i destrossades les companyies, han de retrocedir fins al punt de partida i deixen al camp una enorme quantitat de baixes. S'intenta l'atac dos cops més, però amb el mateix resultat. Es calculen en unes mil les baixes que ha patit la 123 Brigada Mixta, motiu pel qual els soldats supervivents dels batallons 489, 491 i 492 són refosos en un de sol. L'endemà 16 de juny es tornen a repetir els combats en què ja hi apareixen alguns batallons de la 122a Brigada Mixta.
Entre el 20 i el 26 de juny de 1937, i després de la fallida ofensiva sobre Osca, en intentar reubicar i reconstruir de nou la 123 Brigada, els dos batallons de la 123 Brigada Mixta que es reunifiquen i que inclouen el 489 Batalló (ara 490 i 491, momentàniament) es traslladen a Alcubierre. Arriben nous quintos per refer els malmesos batallons de la 123a Brigada Mixta. El 491 Batalló de la 123 Brigada Mixta se’n van cap a la serra d'Alcubierre, on hi són fins al 31 de juliol sense gaires topades de trinxera a trinxera. El 492 Batalló de la 123 Brigada Mixta descansa durant el mes de juliol entre les poblacions de Senés de Alcubierre i Tardienta. El 31 de juliol, el 491 Batalló de la 123 Brigada Mixta surt d'Alcubierre en camions, passa per Lanaja i Sarinyena i l'endemà, l'1 d'agost, arriba a Ontinyena. El 492 Batalló de la 123 Brigada Mixta rep l'ordre de trasllat i és transportat en camions en un viatge llarguíssim en direcció a Fraga. En aquestes dates tota la 27a Divisió, que inclou la 123 Brigada Mixta, és rellevada de primera línia de foc i passa a situar-se a la segona, al triangle format per les poblacions d'Ontinyena, Fraga i Candasnos. Els primers dies de l'agost de 1937, el 489 Batalló de la 123 Brigada Mixta es troba en fase de reorganització a Bellver de Cinca. Entre el l'1 i el 8 d'agost de 1937, el 491 Batalló de la 123 Brigada Mixta passa uns dies descansant i reorganitzant-se a Ontinyena. El 492 Batalló de la 123 Brigada Mixta passa per Sarinyena, creua el riu Cinca i entra al poble d'Alcolea de Cinca, damunt la riba esquerra del riu Segre, on passen uns dies, i després va a Vallobar. En aquestes dates, la totalitat de la 123 Brigada Mixta és entre Ontinyena, Alcolea de Cinca, Albalat de Cinca, Bellver de Cinca, Ossó de Cinca i Vallobar. El dia 8 o 9 d'agost de 1937, el 491 Batalló de la 123a Brigada Mixta desfila a Vilella de Cinca o Fraga davant del general Sebastián Pozas Perea, cap de l'Exèrcit de l'Est, i torna a peu cap a Ontinyena. El 492 Batalló de la 123 Brigada Mixta també va cap a Fraga, concretament a la Rambla, on també desfila davant del general Pozas. Entre el 12 i el 16 d'agost de 1937 el 489 Batalló va a Esplucs. Entre el 9 i el 19 d'agost de 1937, el 491 Batalló de la 123 Brigada Mixta resta de nou a Ontinyena fins que és activat per anar cap al Vedat de Zuera, preludi de l'ofensiva sobre Saragossa. El 492 Batalló de la 123 Brigada Mixta es troba de nou a Vallobar. Entre el 19 i el 21 d'agost de 1937, el 489 Batalló de la 123 Brigada Mixta es troba destacat al poble de Marcén. En aquestes dates i fins al 23 d'agost, la totalitat dels batallons de la 123 Brigada Mixta està situada a les posicions inicials d'Ontinyena, Alcolea de Cinca, Bellver de Cinca i Vallobar i és activada per prendre part en l'ofensiva de Saragossa. Arriben fins a Torralba de Aragón, i d'aquí al Vedat de Zuera.
Del 24 d'agost al 7 de setembre de 1937, es produeix l'ofensiva de Saragossa. Com l'anterior d'Osca, ha de ser un atac de distracció per mirar d'alleugerir la pressió que les tropes franquistes fan sobre el front Nord, a Cantàbria, concretament sobre la ciutat de Santander, localitat que en aquells moments també està a punt de caure. L'ofensiva republicana ha de distraure efectius de les tropes rebels del front Nord i alhora reforçar l'autoritat de Madrid al front d'Aragó, fins ara controlat per la Generalitat de Catalunya, en detriment dels grups anarquistes, i fer oblidar les lluites internes viscudes a la rereguarda republicana. El pla republicà contempla que l'Exèrcit de l'Est, comandat encara pel general Sebastián Pozas Perea, iniciï una operació de gran envergadura amb l'objectiu d'envoltar i capturar Saragossa des del nord, l'est i el sud, i alhora s'efectuaran una sèrie d'operacions secundàries al llarg de tot el front d'Aragó. Les forces franquistes estan fortament ancorades al terreny de la llarga línia del front marcada per Zuera, San Mateo de Gállego, Leciñena, el port d'Alcubierre, Perdiguera, les muntanyes de Villamayor de Gállego i d'Alfajarín, Pina de Ebro, Quinto, Codo, Belchite, Fuendetodos i Villanueva de Huerva. A partir d'aquí, el general Pozas i el seu comandament d'Estat Major, ara el coronel Antonio Cordón, estableixen el quarter general a Bujaraloz.
La 27 Divisió dins de l'Agrupació A parteix, ja de matinada, de la seva ubicació a Valdecompadre, entre Zuera, Torralba de Aragón i Senés, a uns 8 quilòmetres de Zuera. Segons els dietaris dels soldats de la 27 Divisió, el 492 Batalló de la 123 Brigada Mixta supera les defenses nacionals de Valseca i Casa Montoya on hi ha combats molt forts, alhora que el 491 Batalló de la 123 Brigada Mixta sobrepassa l'estació del ferrocarril i el riu Gállego. Tot seguit, i pel flanc esquerre, el 493 Batalló de la 124 Brigada Mixta comença a ocupar les primeres cases de Zuera i, atesa la intensitat dels combats, són activats reforços nacionals. Es considera que en el conjunt del dia l'avanç és considerable al sector de Zuera, tot i que aquest és el límit dels republicans a la zona, on l'Agrupació A queda aturada. L'endemà, 25 d'agost, tenen lloc diferents contraatacs franquistes i combats duríssims i l'Agrupació A cedeix part del que havia ocupat el dia anterior, la qual cosa fa que hagin de retornar els republicans al marge dret del riu Gállego recuperant així els nacionals les seves posicions. Dins d'aquests, uns 200 homes que pertanyen al 489 i al 492 Batalló es queden atrapats a la part enemiga del riu Gállego. El 27 d'agost es pot dir que l'Agrupació A resta totalment aturada al seu sector, però conserva les seves posicions. El major de la 27 Divisió, Manuel Trueba, llança nous assalts contra la població de Zuera, on se succeeixen violents combats, entre atacs i contraatacs, però no pot conquerir-la, tot i que sí que arriba a ocupar l'estació de ferrocarril. Al final de la jornada, però, i després del fracàs en l'intent de conquerir Zuera i avançar cap a San Mateo de Gállego, es dona ordres a l'Agrupació A que s'estableixi defensivament en les posicions que tenia. Tot i aquests extrems, les línies republicanes que s'han aposentat sobre el riu Gállego comencen a veure’s seriosament amenaçades. El 29 d'agost es pot dir que és un dia de calma, després de pràcticament esgotada l'ofensiva de l'Exèrcit de l'Est, i les tropes mantenen les seves posicions sobre les línies conquerides. El dia 30, al sector nord de l'Ebre, la 27 Divisió de l'Agrupació A realitza un considerable esforç, i un cop superada per l'est la localitat de San Mateo de Gállego, que resisteix molt bé, conquereix, entre d'altres, les cotes Boyal, El Saso y San Juan, així com el Vèrtex Corbatuela. Es talla així la comunicació entre San Mateo de Gállego i Leciñena, i s'amenaça d'envoltar aquest poble. Tot i així, entre el dia 1 i el 6 de setembre, les forces franquistes trenquen el setge que les tropes de la 27 Divisió realitzen sobre Zuera i aconsegueixen reconquerir tots els territoris que les tropes republicanes han ocupat temporalment. Manuel Trueba Mirones és destituït per aquest fracàs el 29 d'agost i passa al capdavant de la 27 Divisió José del Barrio, el 2 de setembre. Després d'aquesta nova operació, el front d'Aragó s'estabilitza de nou i les operacions es donen per finalitzades el dia 7 de setembre. Tot i que des del punt de vista tàctic es guanya un territori de certa extensió i la contraofensiva franquista no travessa les línies republicanes, el balanç general de l'ofensiva no pot considerar-se de cap manera satisfactori per part del govern republicà.
Entre el 9 i 11 d'octubre va participar en una nova temptativa per a intentar conquistar Saragossa, que va acabar en un nou fracàs. Posteriorment va intervenir en la batalla de Sabiñánigo. Va ser situada en el sector d'Ontiñena-Candasnos-Fraga.
Al començament de 1938 va ser traslladada al front de Terol, i situada com a reserva en el sector Alcorisa-Calanda-Alloza. A la fi de gener va participar en l'ofensiva de Singra, aconseguint conquistar la posició de «Cabezo Bajo», la qual cosa va suposar tallar el trànsit de la carretera Villarquemado-Monreal del Campo. Posteriorment va intentar conquistar la cota 1.079 del sector de «Los Cabezos», sense èxit. Durant aquestes operacions va sofrir importants baixes. Va arribar a intervenir durant la batalla de l'Alfambra.
Quan va començar l'ofensiva franquista al Front d'Aragó, la 123a BM es trobava situada al sector d'Utrillas; va haver de retrocedir davant la pressió enemiga, i el 24 de març es va situar al costat de la resta de la 27a Divisió en la línia defensiva del riu Cinca, quedant desplegada en el sector comprès entre Alamús i Artesa de Segre. No obstant això el 3 d'abril, després de la caiguda de Lleida en mans franquistes, la brigada va travessar el riu Segre i va establir les seves posicions al sector d'Ivars d'Urgell.

### Catalunya
Al maig va arribar a participar en l'Ofensiva de Balaguer, i fou rebutjada en l'assalt a la localitat de L'Assentiu.
El comandament de la brigada va ser assumit pel major de milícies Celestino Uriarte Bedia, un veterà de la guerra al Nord. Reorganitzada, la 123a BM va participar en la batalla de l'Ebre. El 2 d'agost la brigada va travessar el riu per la presa de Flix per a rellevar a les forces de la 35a Divisió Internacional enfront de Corbera, quedant situada la 123a BM entre Corbera i Gandesa. El 17 d'agost la brigada va començar un assalt contra Gandesa (posteriorment seguit per les altres brigades de la 27a Divisió) que va sorprendre els defensors franquistes. L'assalt, no obstant això, va resultar infructuós. Posteriorment la unitat va haver de fer front a nombrosos assalts enemics, que la van deixar molt afeblida; la 123a BM va sofrir unes baixes que van afectar el 50% dels seus efectius, resultant mort el seu comissari —Bustillo— mentre que el comandant —Uriarte— va resultar ferit. La brigada es retiraria a posicions elevades de les Serres de Lavall i Cavalls. Finalment, en matinada del 13 de setembre, la 123a BM va travessar el riu molt desgastada.
Acabada la batalla de l'Ebre la unitat es trobava en un estat tal que no va estar en condicions de participar en la Campanya de Catalunya.

## Comandaments
Comandants
- Comandant d'infanteria Enrique Oubiña Fernández-Cid;
- Major de milícies Manuel Ferrándiz Martín;
- Major de milícies Celestino Uriarte Bedia;

Comissaris
- Francesco Scotti
- Alejandro Bustillo